# شرکت آبجوسازی ادل
شرکت آبجوسازی اُدِل کارخانه‌ای مستقل در فورت کالینز، کلرادو است. این شرکت بیست و سومین شرکت بزرگ تولید آبجو در ایالات متحده (بر اساس حجم فروش آبجو در سال ۲۰۱۸) است.